# Galeria Nacional de Arte
A Galeria Nacional de Arte (em inglês:  National Gallery of Art) é um museu de arte, situado no National Mall em Washington D.C., Estados Unidos. Está entre os 10 museus de arte mais visitados do mundo. 
O museu foi fundado em 1937 por uma acta do Congresso dos Estados Unidos, Andrew W. Mellon doou um fundo para a construção e a sua colecção de arte. Samuel H. Kress contribuiu com uma original colecção de arte italiana e mais 2 000 esculturas, pinturas, arte decorativa e porcelanas de Joseph E. Widener. Como resultado de legados como estes, a National Gallery hoje alberga uma das melhores colecções de pintura e escultura ocidentais no mundo.

## História
Começando na década de 1920, o financiador e arte colecionador Andrew W. Mellon começou a reunir uma coleção de pinturas e esculturas antigas master com a intenção de dotar o país com uma galeria arte nacional. Após a sua morte em 1937, no Congresso uma resolução comum aceite da Mellon recolha e construção fundos (fornecidos através da AW Mellon Educacional e Charitable Trust), e aprovou a construção de um museu sobre a National Mall.
Desenhado pelo arquitecto John Russell (que iria para a concepção sobre o Jefferson Memorial), a nova estrutura foi concluída e aceita pelo presidente Franklin D. Roosevelt, em nome do povo norte-americano em 17 de março de 1941. No momento da sua criação foi a maior estrutura em mármore do mundo. O museu fica na antiga do site da Sexta Street estação ferroviária, mais conhecido por ser onde 20º presidente James Garfield foi filmado em 1881 por um gabinete de candidatos.
A criação da National Gallery incentivou a doação de outros importantes acervos de arte por um certo número de doadores privados. Fundador benfeitores incluiu essas pessoas como Paul Mellon, Samuel H. Kress, Rush H. Kress, Ailsa Mellon Bruce, Chester Dale, Joseph Widener, Lessing J. Rosenwald, Edgar William, Bernice e Chrysler Garbisch.
O edifício da  Galeria do Oriente  foi construído na década de 1970 em grande parte do restante do terreno deixado ao longo do original congressual resolução comum, utilizando fundos da Mellon's crianças Paul Mellon e Ailsa Mellon Bruce. Desenhado pelo famoso arquiteto IM Pei, a estrutura contemporânea foi concluída em 1978, e foi aberto no dia 1 de junho do mesmo ano pelo presidente Jimmy Carter. O novo edifício foi construído para abrigar o Museu da coleção de pinturas modernas, desenhos, esculturas e gravuras, além de estudo e centros de pesquisa e escritórios. O projeto recebeu um National Honor Award do Instituto Americano de Arquitetos em 1981.
A última adição à complexa é a National Gallery of Art Sculpture Garden. Concluída e aberta ao público em 23 de maio de 1999, o local oferece um outdoor para a fixação exibindo uma série de peças de escultura contemporânea do Museu na coleção.

## Organização
A Galeria Nacional de Arte é mantida por uma parceria público-privada. O Governo federal dos Estados Unidos provê fundos, através de apropriações anuais, para manter as atividades e investimentos no museu. Todo o acervo, especialmente os inclusos em programações especiais, são oriundos de doações ou fundos de organizações privadas. O museu não integra o sistema de instituições da Smithsonian Institution.
Importantes diretores da Galeria Nacional incluem: David E. Finley, Jr. (1938-1956), John Walker (1956–1968) e J. Carter Brown (1968–1993). Earl A. Powell III, nomeado diretor do museu em 1993, será sucedido por Kaywin Feldman em março de 2019. 

## Arquitetura

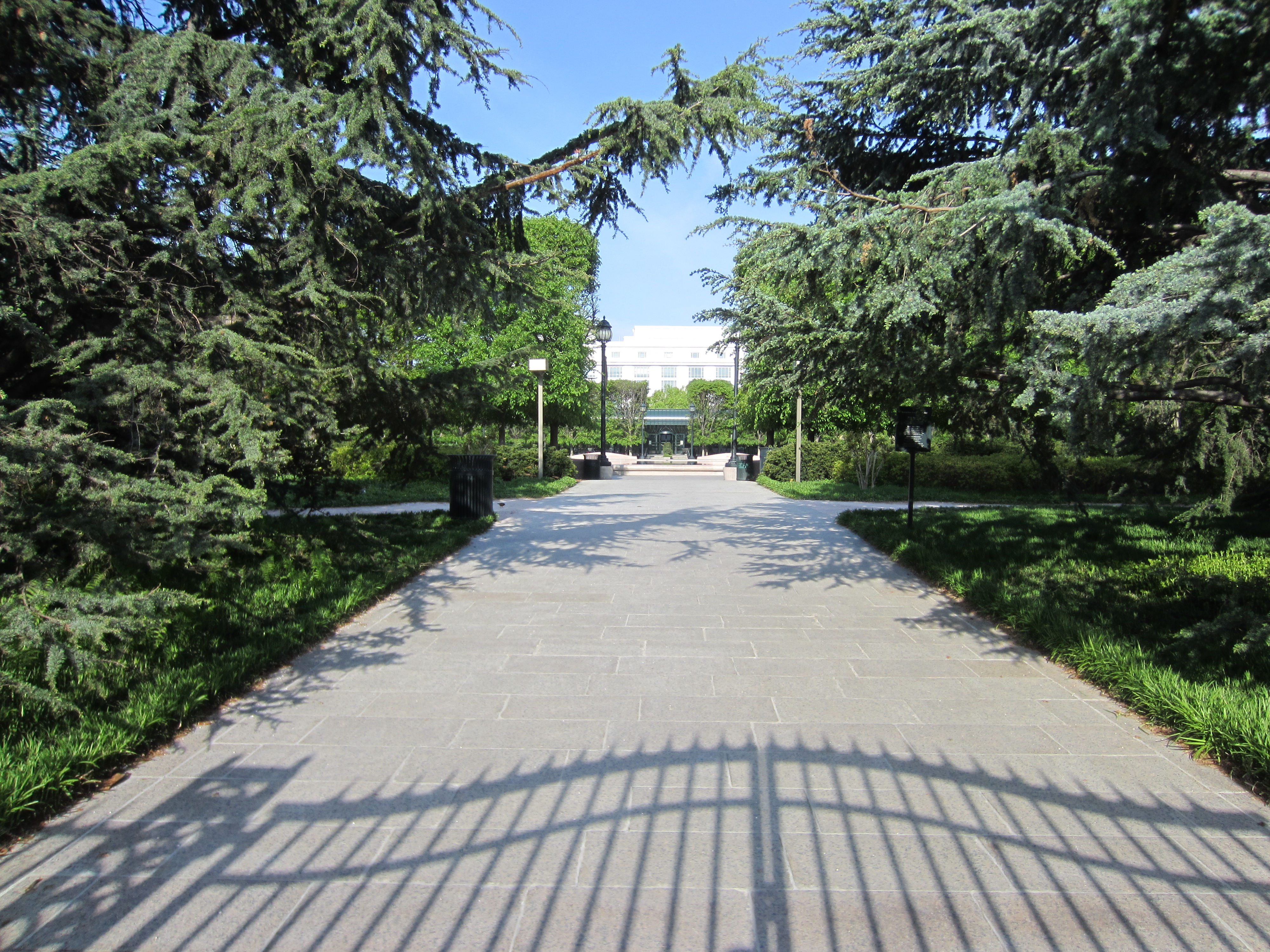
O jardim de esculturas da National Gallery.
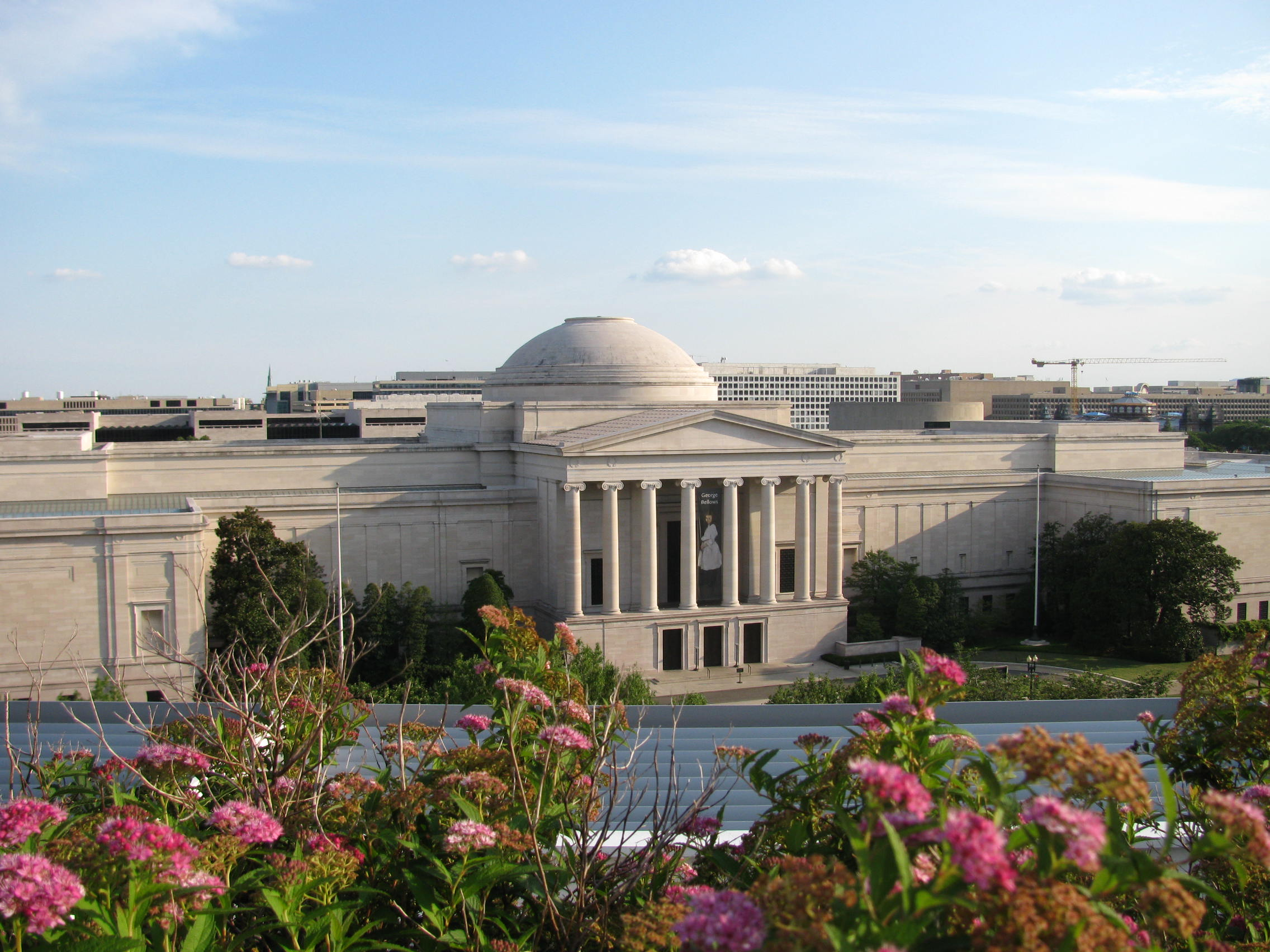
O West Building, principal instalação do museu.
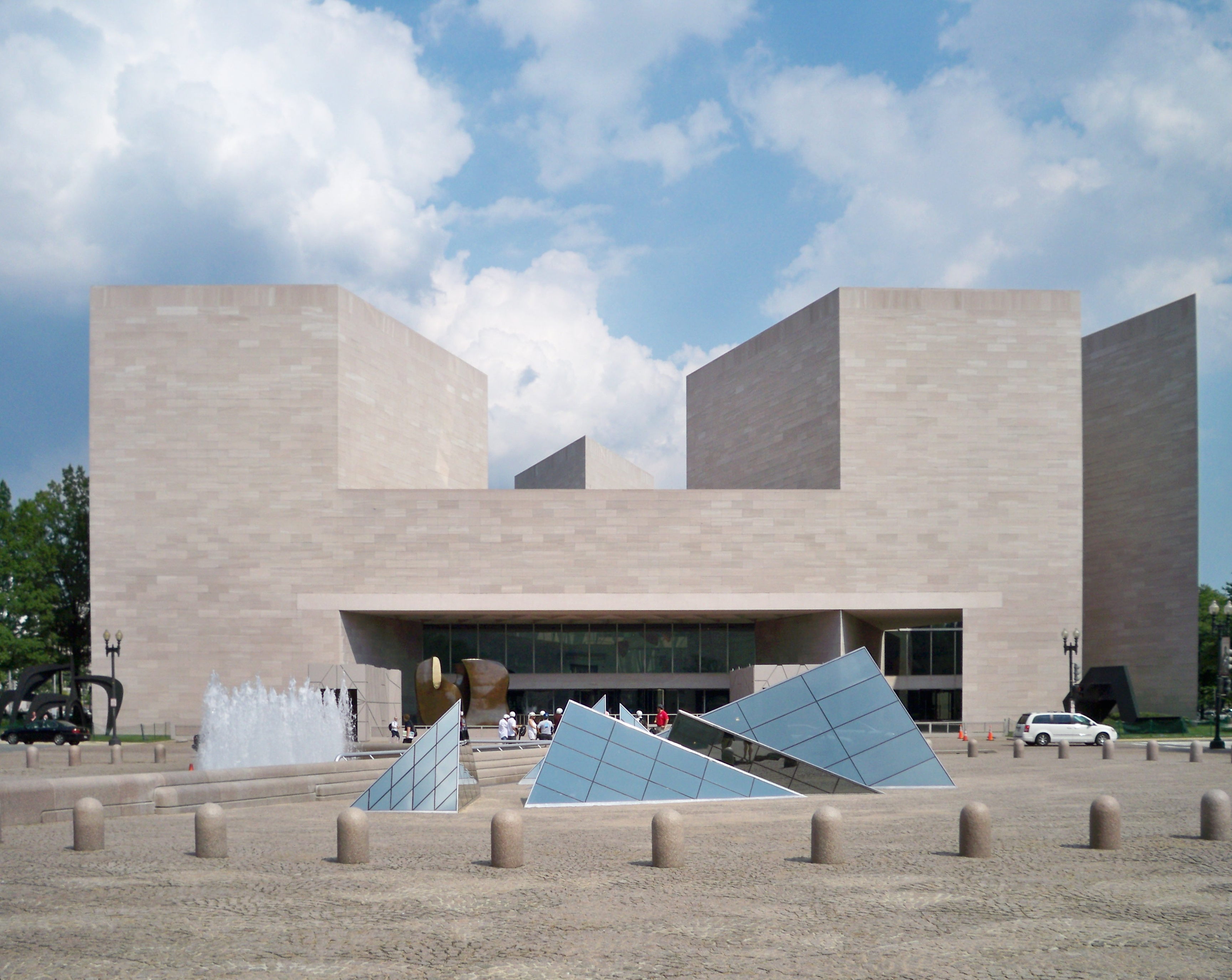
O East Building, inaugurado em 2013.

O museu abrange dois edifícios: o West Building (inaugurado em 1941) e o East Building (de 1978), conectados por uma passagem subterrânea. O West Building, revestido em mármore rosado do Tennessee, foi projetado em 1937 por John Rusell Pope - autor também do Jefferson Memorial - em estilo neoclássico, sendo uma das principais obras deste arquiteto no país. Concebido no formato de um 'H' alongado, o edifício é centrado por uma cúpula inspirada no Panteão de Roma da qual surgem um par de salões de esculturas iluminados por luz natural. Amplos jardim internos oferecem um contraponto ao longo eixo principal do edifício.
O prédio principal abriga uma grande coleção de pinturas e esculturas dos mestres europeus desde o período medieval, passando pela arte do século XIX e até mesmo obras do período moderno da arte. As principais obras desta parte do acervo incluem pinturas de Jan Vermeer, Rembrandt van Rijn, Claude Monet, Vincent van Gogh e Leonardo da Vinci.
Por outro lado, o moderno East Building projetado pelo arquiteto sino-americano I. M. Pei valoriza as formas geométricas, dividindo a forma trapezoidal do terreno em dois triângulos: um isósceles e outro um triângulo retângulo menor. O espaço definido pelo triângulo isósceles vem a abrigar as funções públicas e escritórios administrativos do museu. A porção delineada pelo triângulo retângulo tornou-se o centro de estudos. Os triângulos, por sua vez, tornaram-se o motivo organizado do edifício, ecoado e repetido em todas as dimensões. 
O ponto central do prédio é um átrio intencionado como um pátio interno aberto, circundado por um espaço escultórico de mais de 1 500 m². O átrio é centralizado no mesmo eixo que forma a galeria de circulação para o edifício antigo do museu e foi construído no mesmo mármore do Tennessee. 
No entanto, em 2005, as juntas que ligavam os painéis de mármore às paredes começaram a mostrar sinais de tensão, criando o risco de que os painéis caíssem sobre os visitantes. Em 2008, a administração do museu decidiu ser necessário a remoção e reinstalação de todos os painéis. A renovação foi concluída em 2016.

## Algumas obras da Galeria Nacional de Arte

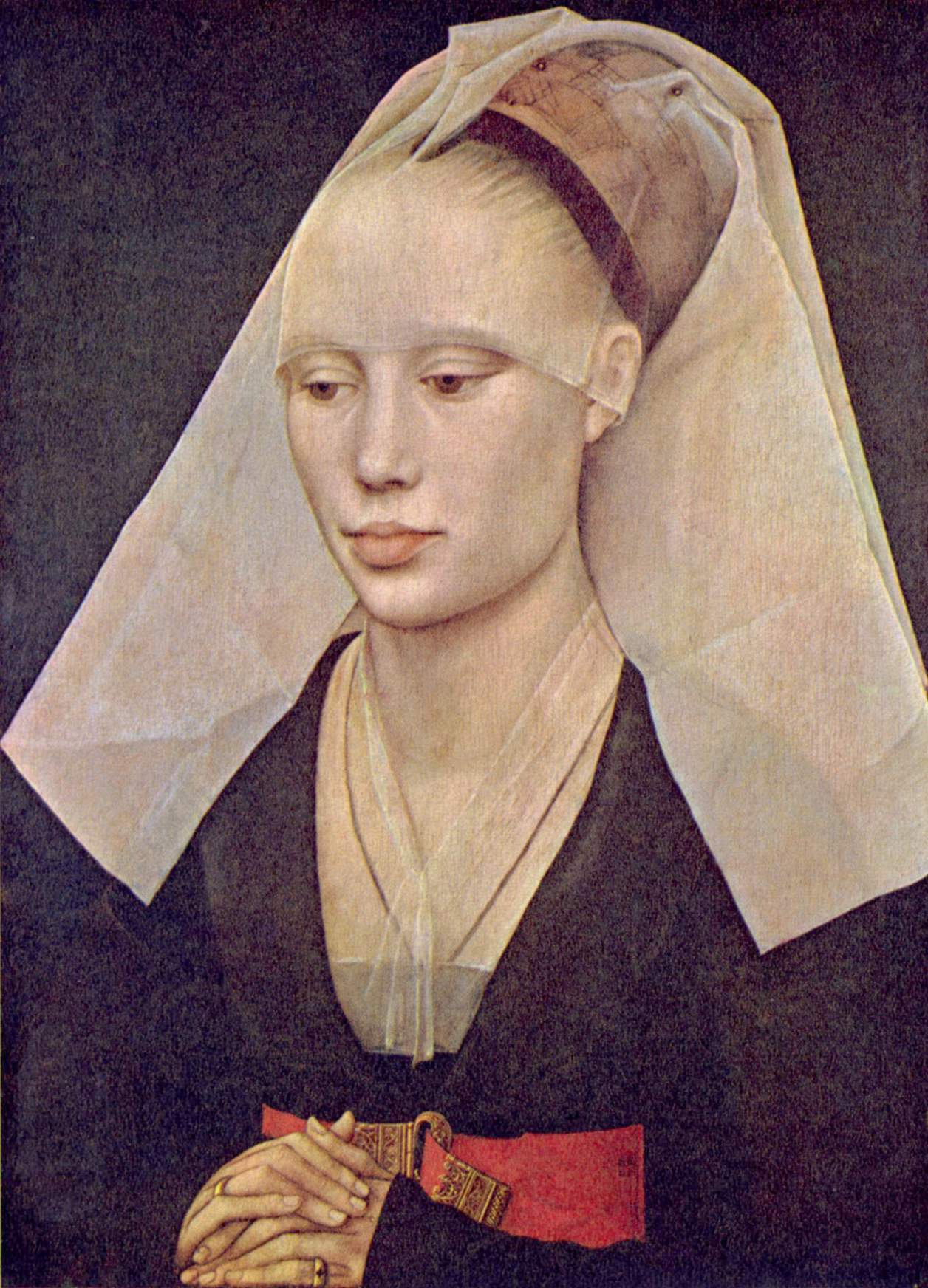
Roger van der Weyden : Retrato de una dama (Século XV)
Rafael : Madona Cowper (1504-1505)
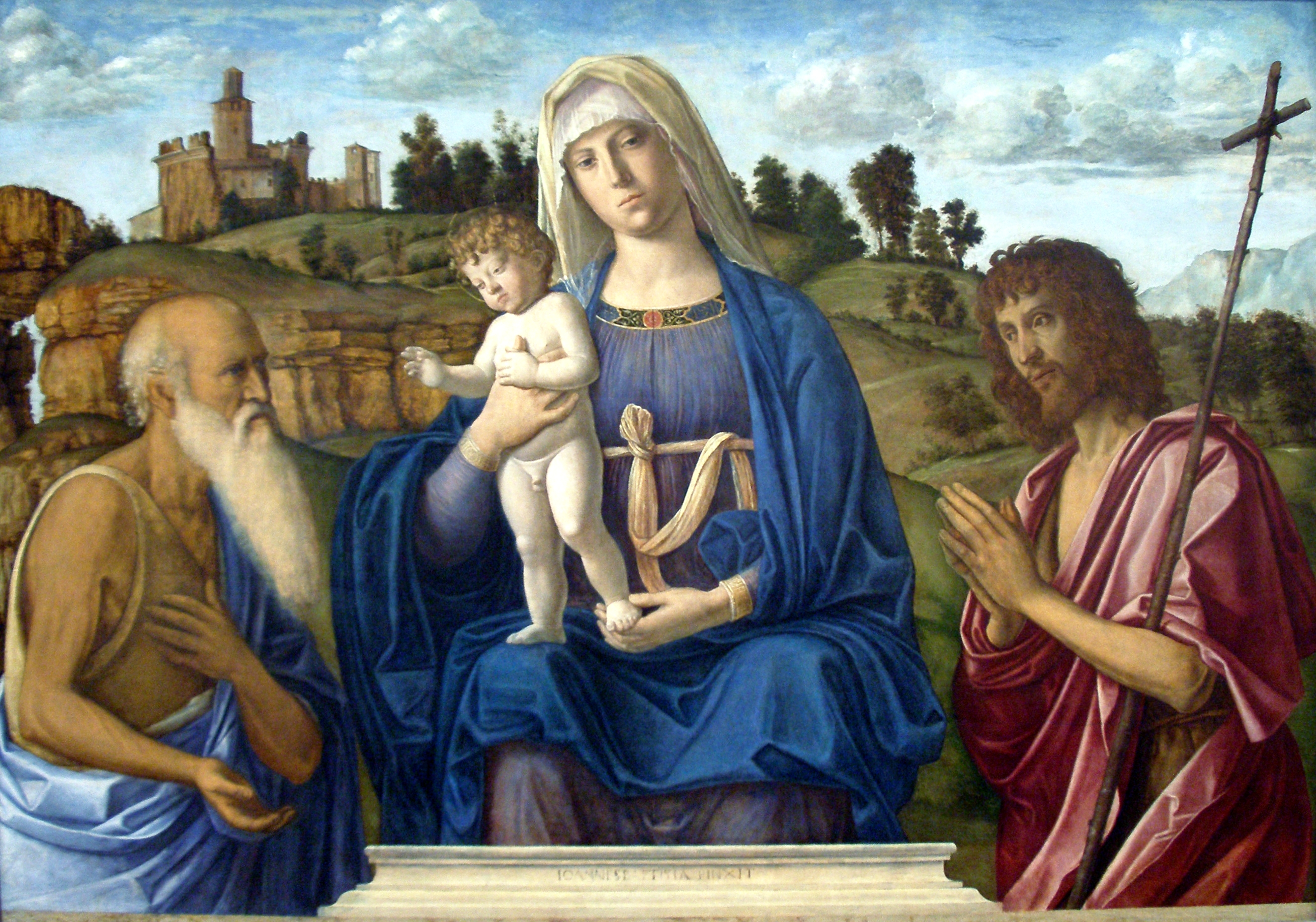
Cima da Conegliano: Virgem com o Menino, São Jerônimo e São João Batista (1500)
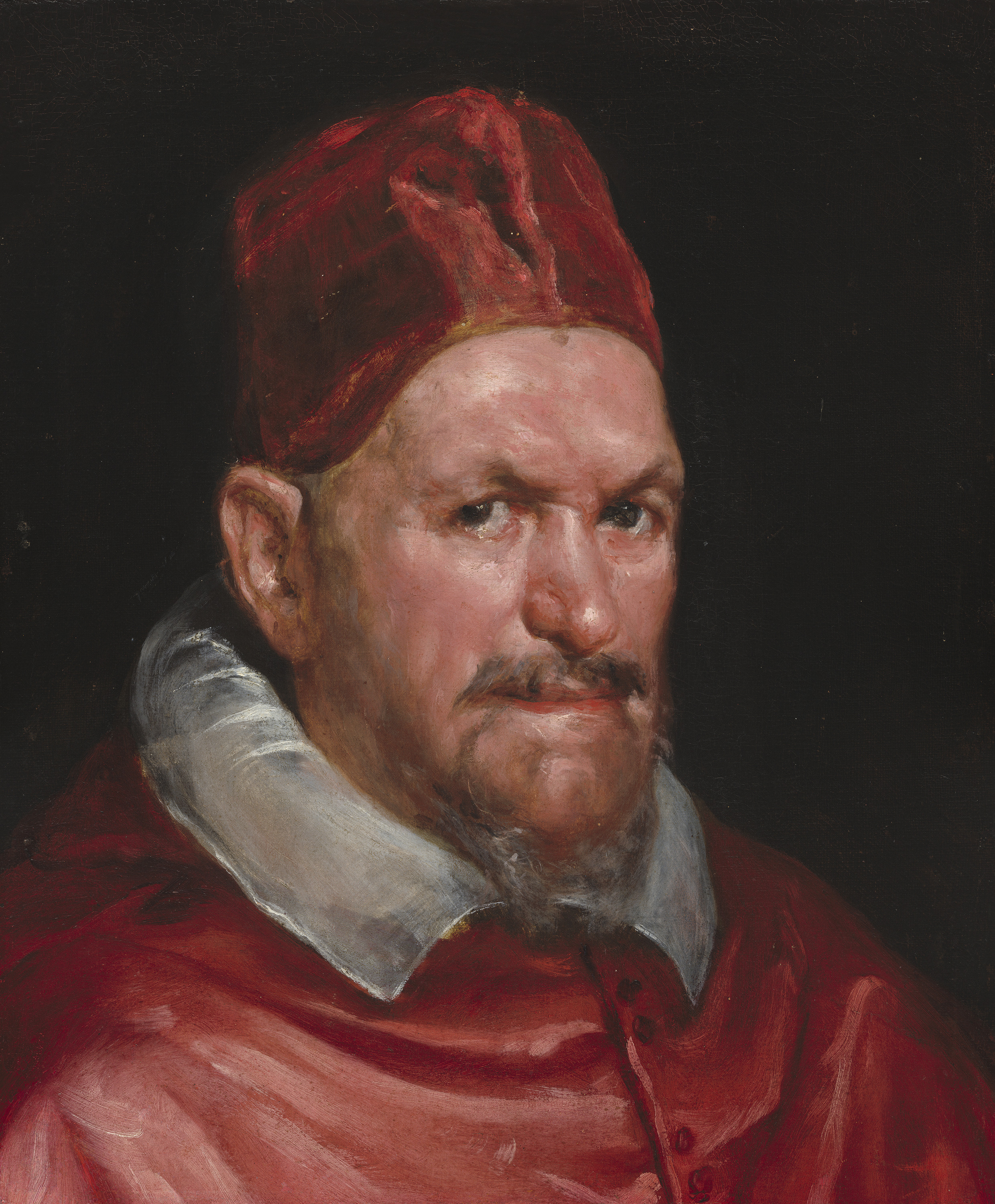
Diego Vélasquez: Retrato do papa Inocêncio X (1650)
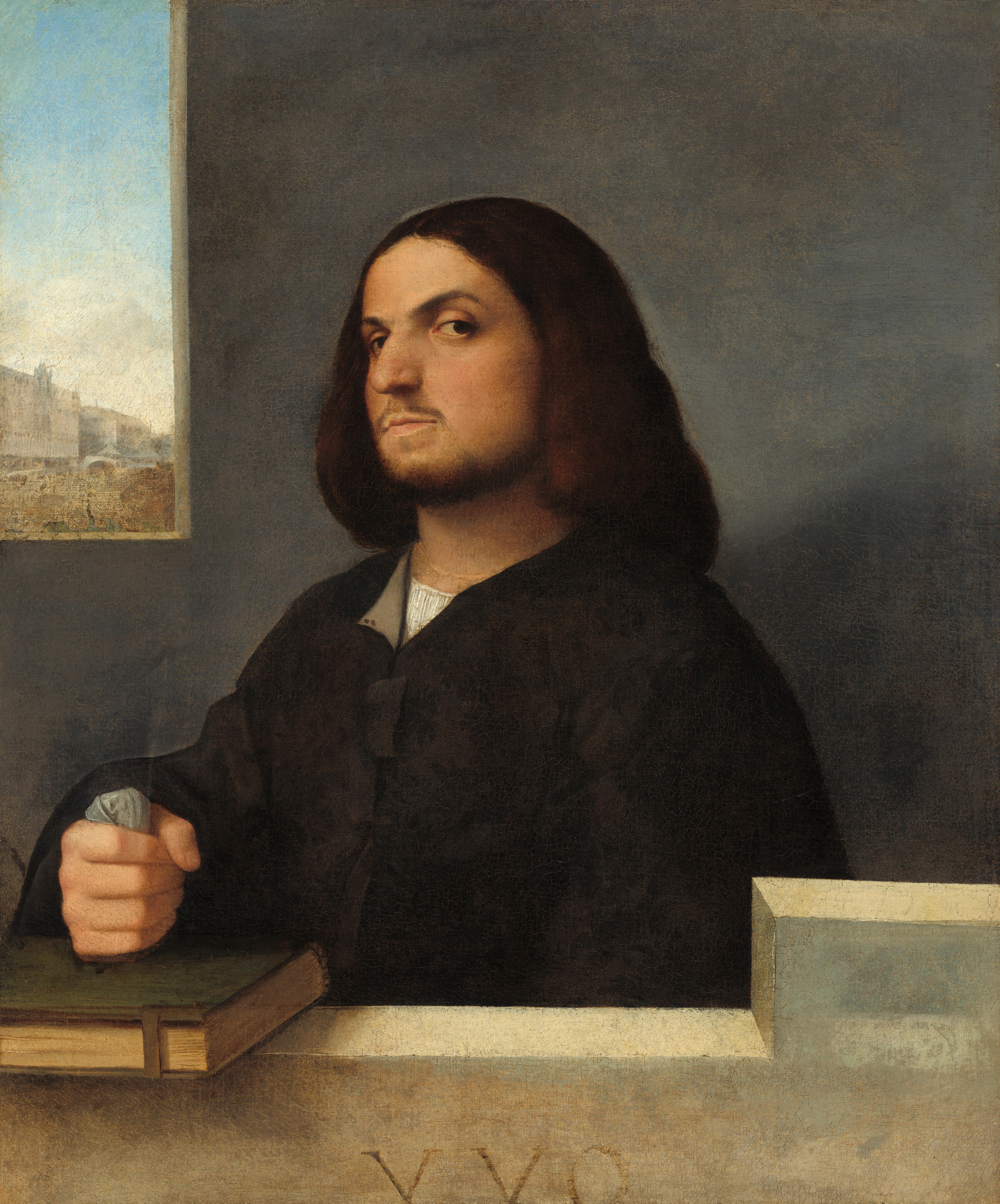
Tiziano: Retrato de um veneziano (1507)
Rembrandt : Autorretrato (1659)
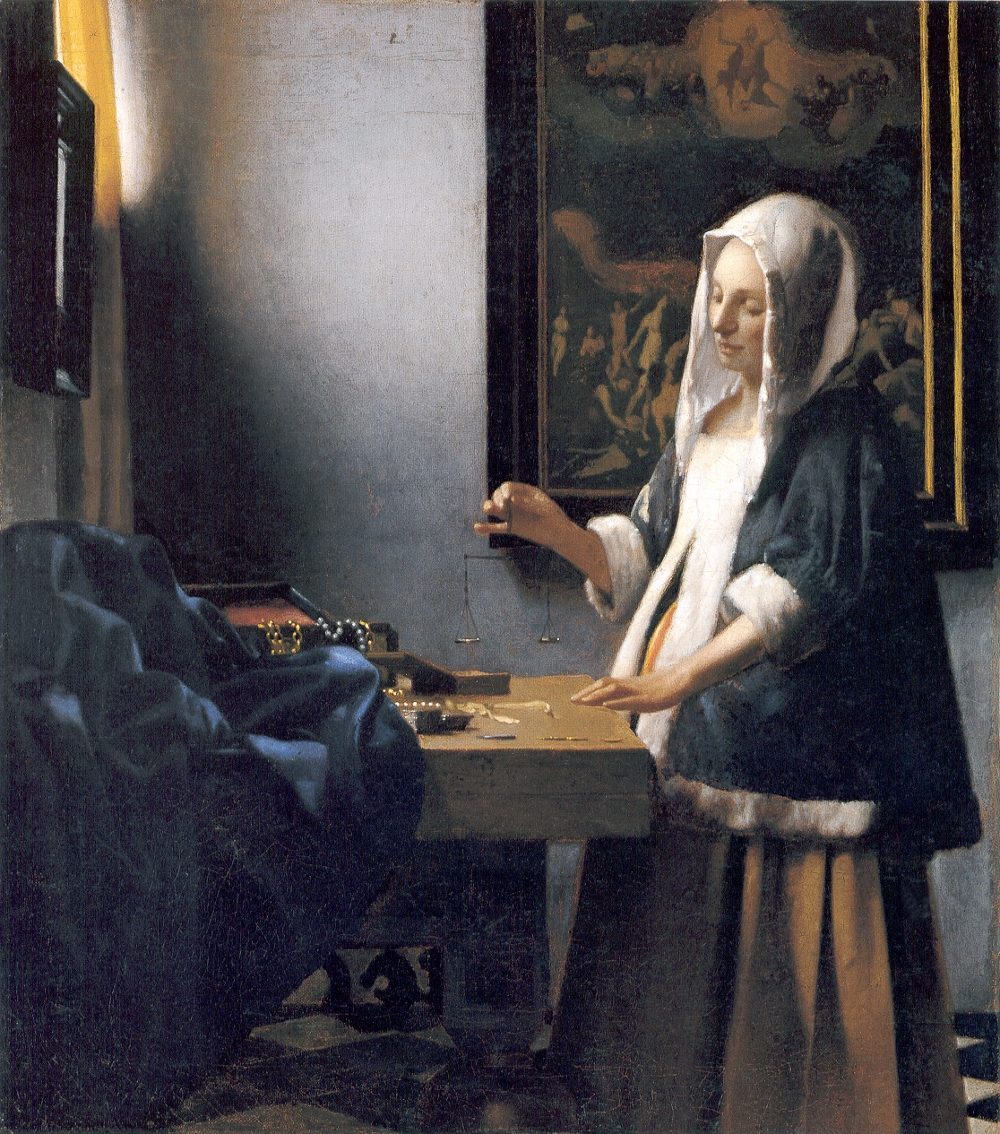
Vermeer: Moça pesando pérolas (1665)
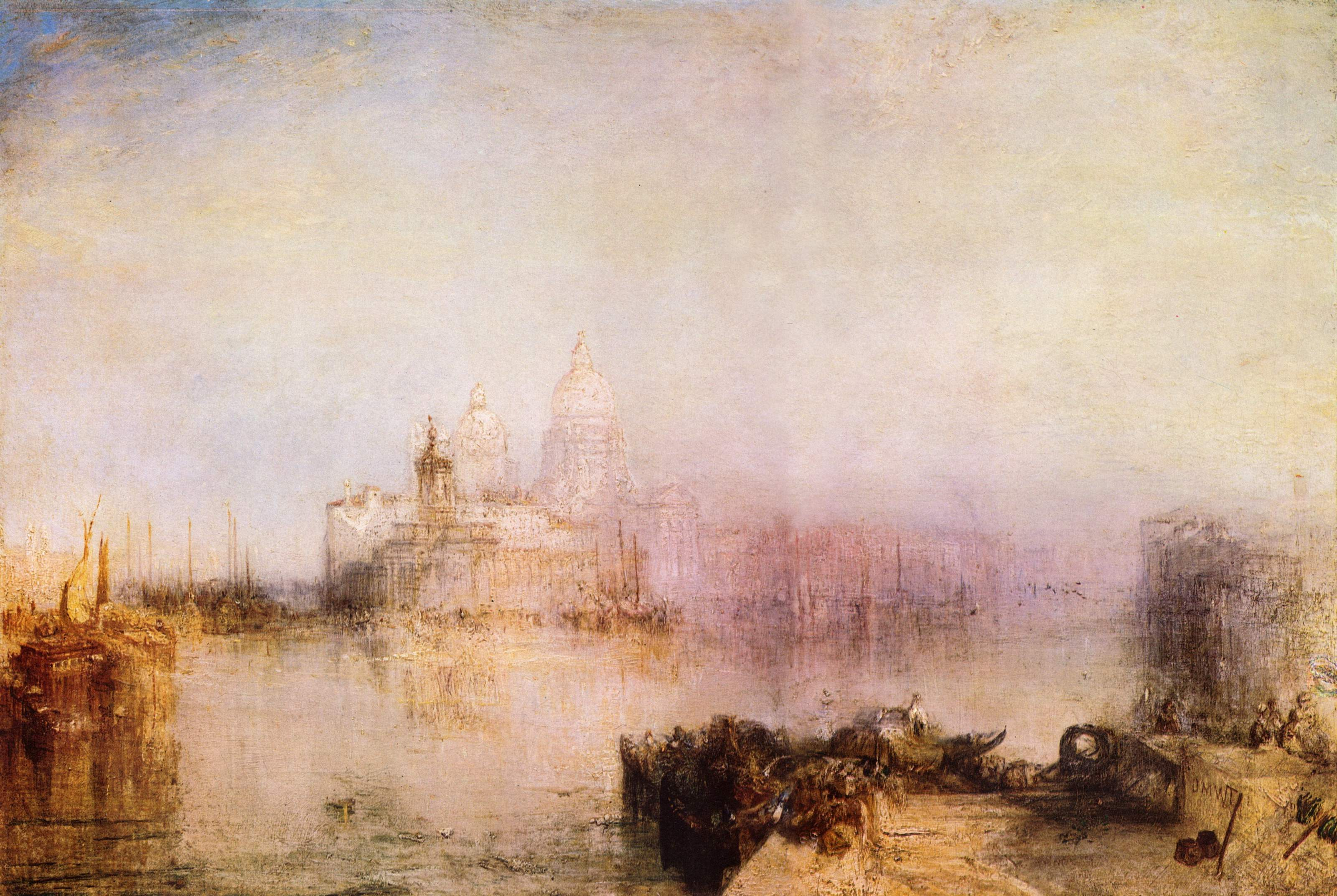
Joseph Mallord William Turner : Dogana e Santa Maria della Salute, Veneza (1843)
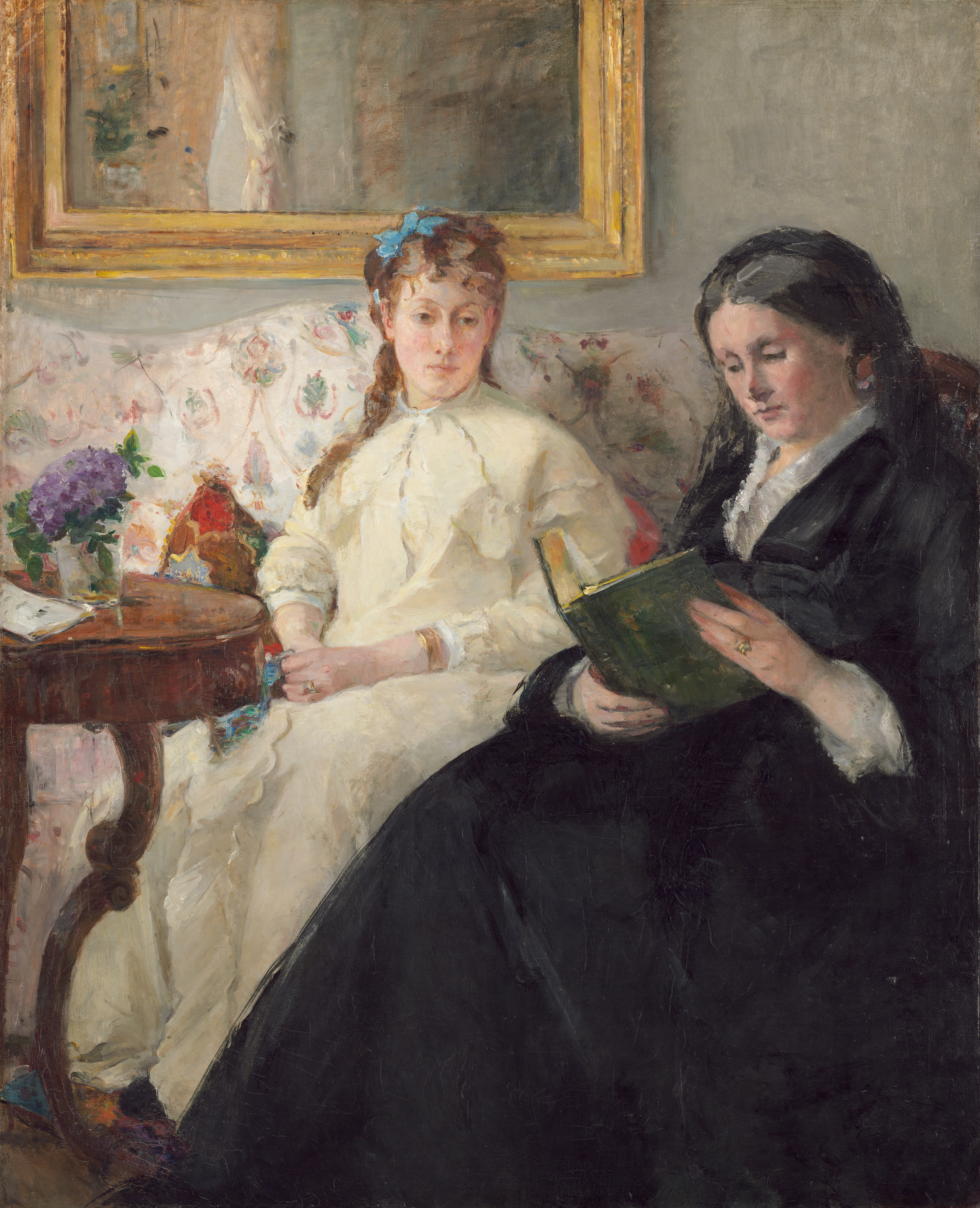
Berthe Morisot: La mère et la sœur (1869-1870)
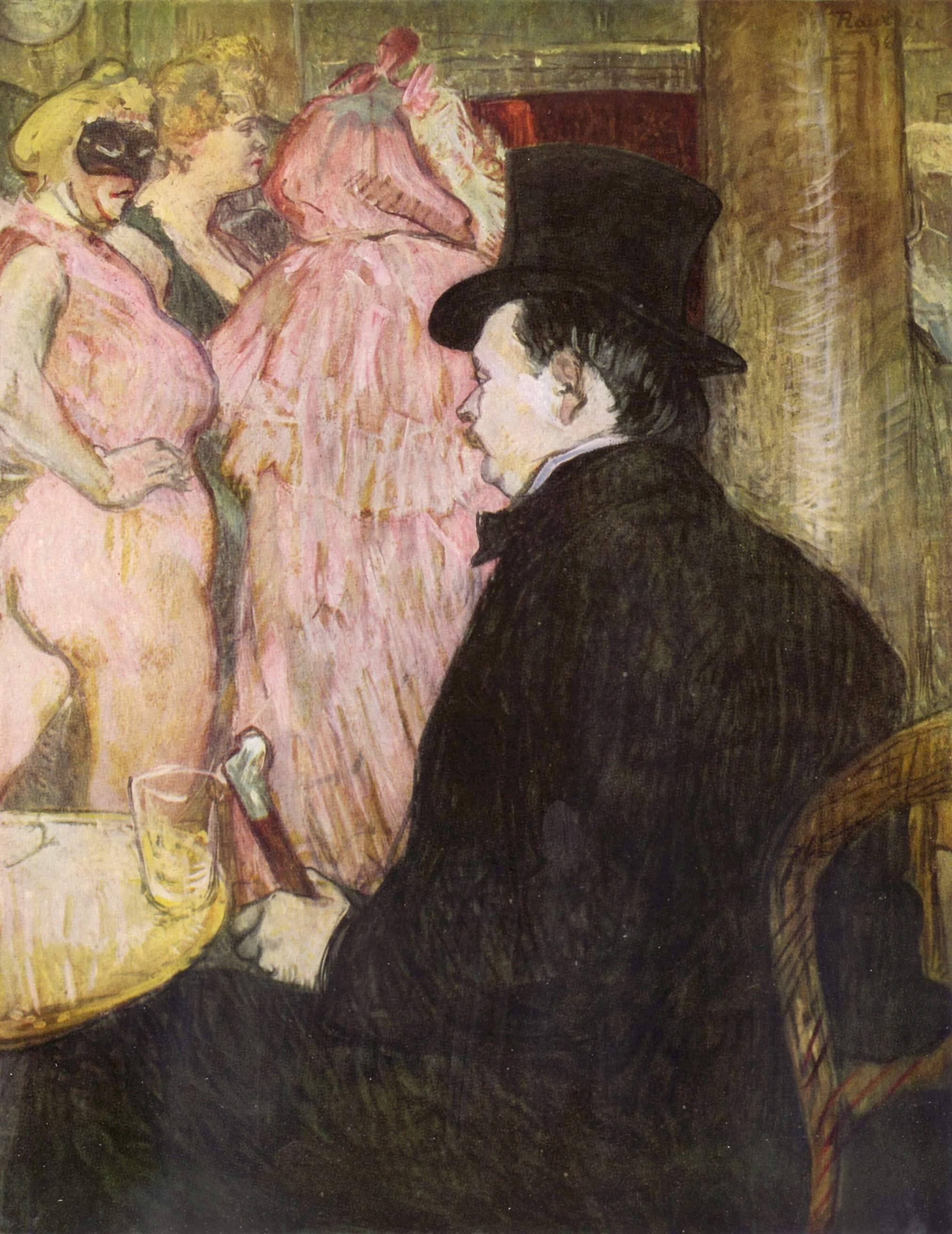
Henri de Toulouse-Lautrec: Maxime Dethomas (1896)
Amedeo Modigliani (1919)
El Greco: Jesus expulsando os vendilhões (antes de 1570)